# Pasaporte indio
El pasaporte indio es un pasaporte emitido por el Ministerio de Asuntos Exteriores de la República de la India a los ciudadanos indios con el propósito de realizar viajes internacionales. Además, sirve como prueba de la ciudadanía india según la Ley de Pasaportes (1967). El Servicio de Pasaportes de la División Consular, Pasaportes y Visasdos del Ministerio de Asuntos Exteriores es la como autoridad emisora, la cual es responsable de la expedición de los pasaportes indios a todos los ciudadanos indios elegibles, siempre que haya una solicitud previa. Los pasaportes indios se expiden en las 93 oficinas de pasaportes ubicadas en toda la India y en las 197 misiones diplomáticas indias en el extranjero.
En 2015, la India emitió alrededor de 12 millones de pasaportes, siendo el tercer país con mayor número de pasaportes expedidos, después de China y los Estados Unidos. Aproximadamente 65 millones de indios tenían pasaportes válidos a finales de 2015.
A fecha del 12 de diciembre de 2022, sólo el 7,2% (aproximadamente 96 millones) de los ciudadanos indios poseían un pasaporte válido. Kerala es el estado de la India que tenía el mayor porcentaje de titulares de pasaportes. Anteriormente, los pasaportes no eran populares entre la población india debido a las dificultades que había para su obtención. Además, era un proceso lento, y otro factor a tener en cuenta era el escaso número de oficinas de pasaportes, ya que se encontraban ubicadas sólo en las principales ciudades. Con la ampliación de los centros y las mejoras tecnológicas, acompañadas de una mayor contratación de profesionales y una clase media en expansión, se espera un aumento del porcentaje.

## Historia

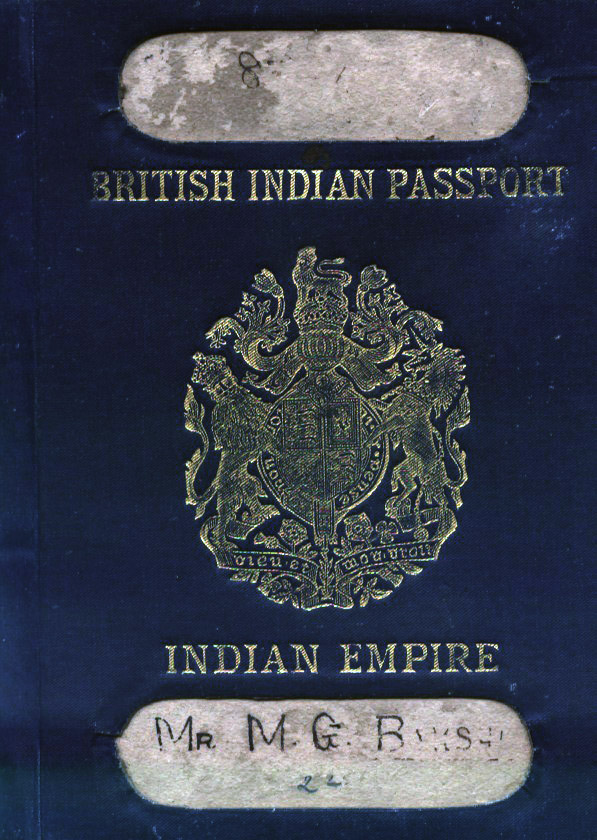
Pasaporte indio británico emitido en el Raj británico.

### Raj británico
Los pasaportes de la India británica se expedían a los súbditos británicos del Raj británico, así como a los súbditos británicos de otras partes del Imperio británico que residían en la India británica y a los súbditos de los estados protegidos británicos en la India (es decir, personas protegidas británicas de los "estados principescos").Estos pasaportes se introdujeron en la India británica después de la Primera Guerra Mundial. La Ley de Pasaportes Indios de 1920 exigía el uso de pasaportes para viajar al extranjero. Además, establecía controles sobre los viajes al extranjero de los indios y de los extranjeros que viajaban hacia y dentro de la India. El pasaporte se basó en el formato acordado por la Conferencia Internacional sobre Pasaportes de la Liga de Naciones de 1920. No obstante, el pasaporte indio británico tenía un uso muy limitado, ya que era válido sólo para viajar dentro del Imperio Británico, Italia, Suiza, Austria, Checoslovaquia, Alemania, Francia, España, Noruega, Suecia y Países Bajos.

### Dominio de la India
El  pasaporte británico desapareció tras el establecimiento del Dominio de la India y el Dominio de Pakistán en 1947. Sus portadores tenían derecho a optar por la nacionalidad india, paquistaní o británica.

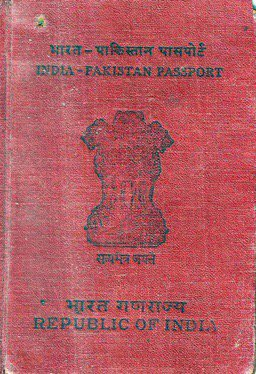
Pasaporte conjunto de la India y Pakistán, el cual se emitía a inmigrantes para permitir visitar a familiares, amigos y hogares originarios ubicados al otro lado de la línea Radcliffe.

Las leyes de pasaportes se endurecieron en ambos países en 1952. En un principio, los pasaportes indios se concedían sólo a personas "respetables". Se requería una prueba de alfabetización y se negaron los pasaportes a los miembros del Partido Comunista de la India.Ya en 1967 el Tribunal Supremo dictaminó que todo ciudadano tenía derecho a un pasaporte.

## Categorías de pasaporte
- Pasaporte ordinario (Cubierta azul oscura): Es emitido a los ciudadanos que no pueden solicitar cualquier otro tipo de pasaporte. Se puede usar con el propósito de realizar viajes privados, como vacaciones, estudios y viajes de negocios. Puede tener 36 o 60 páginas. Es un pasaporte de "Tipo P", ya que P significa Personal.
- Pasaporte oficial (Cubierta blanca): Es emitido a los ciudadanos que representan al Gobierno de la India en viajes oficiales. Además, incluye a los miembros de las Fuerzas Armadas de India que se encuentren estacionados en el extranjero. Es un pasaporte de "Tipo S", ya que S significa Servicio. Desde 2021, todos los pasaportes oficiales emitidos son biométricos, ya que cuentan con un chip de datos incluido en el documento.
- Diplomatic Passport (Cubierta granate): Es emitido a los embajadores indios, miembros del Parlamento de la India, ministros y algunos altos cargos gubernamentales y cónsules diplomáticos. Además, también lo pueden solicitar los altos cargos de los estados que realicen viajes oficiales. Es un pasaporte de "Tipo D", ya que D significa Diplomático. Desde 2008, todos los pasaportes oficiales emitidos son biométricos, ya que cuentan con un chip de datos incluido en el documento. Los poseedores de pasaportes diplomáticos no necesitan visado para viajar a algunos de los países que requieren de visado con un pasaporte ordinario.

Además, algunas oficinas de pasaportes en la India y algunas misiones diplomáticas en el extranjero tuvieron autorizadas la expedición de pasaportes regulares entre la India y Bangladesh a los ciudadanos indios residentes en Bengala Occidental y los estados del noreste; así como el Pasaporte India-Sri Lanka para ciudadanos indios residentes en Tamil Nadu y Puducherry; y el Pasaporte India-Pakistán para ciudadanos indios cuyos hogares originales se encuentran al otro lado de la Línea Radcliffe. Estos tres pasaportes permitían respectivamente viajar a Bangladés, Sri Lanka y Pakistán únicamente, por lo que no eran válidos para viajar a otros países extranjeros. Tanto India como Bangladés dejaron de emitir el pasaporte India-Bangladesh en 2013 debido a cambios en las regulaciones de la OACI.

### Tatkaal y SVP
Los pasaportes Tatkaal (de urgencia) y el pasaporte de validez corta (SVP) también están disponibles. Es posible que se consideren pasaportes ordinarios una vez emitidos.

### Pasaportes biométricos

Próximamente se lanzará el pasaporte biométrico indio.

La necesidad de pasaporte biométricos en la India se hizo realidad a finales de la década de 2010. Hasta principios de 2022, el gobierno emitió 20.000 pasaportes biométricos oficiales y diplomáticos, pero ninguno ordinario. El gobierno emitió el primer pasaporte biométrico a la ex presidenta de la India Pratibha Patil, en 2008.
El gobierno indio anunció oficialmente la implementación de pasaportes biométricos de acuerdo con los estándares internacionales para los ciudadanos indios en el año fiscal 2022-23. La ministra de Finanzas, Nirmala Sitharaman, anunció lo mismo durante el discurso sobre el presupuesto de la Unión en el año 2022 ante el Lok Sabha. Los pasaportes  cumplen con los requisitos de la OACI, ya que cuentan con chip electrónico incorporado y detalles de seguridad adicionales digitales. Con esto, se busca que los controles de inmigración sean rápidos, así como una mayor seguridad.

## Apariencia física
Los pasaportes indios del Imperio Británico estaban escritos a mano. Además, entre 1997 y 2000 se emitieron más de cien mil pasaportes escritos a mano con fechas de validez de 20 años. Estos pasaportes han dejado de ser válidos, ya que así lo ha determinado el gobierno indio. Por lo tanto, sus titulares deben reemplazarlos con versiones legibles por máquina con una validez de 10 años según las regulaciones de la OACI.
Las versiones anteriores a 2021 tenían una cubierta de un color azul oscuro, con impresiones en color dorado. El emblema de la India se encuentra estampado en el centro de la portada. Las palabras भारत गणराज्य en devanagari y REPUBLIC OF INDIA estaban inscritas debajo del emblema, mientras que पासपोर्ट en devanagari y PASSPORT en inglés estaban inscritas encima del emblema.
La última versión de 2021 tiene el nombre oficial del país y "Passport" en una posición inversa. El pasaporte tiene el número de pasaporte perforado. Las páginas han sido rediseñadas.
El pasaporte estándar contiene 36 páginas. No obstante, los viajeros frecuentes pueden optar por un pasaporte de 60 páginas.

### Página de información de identidad

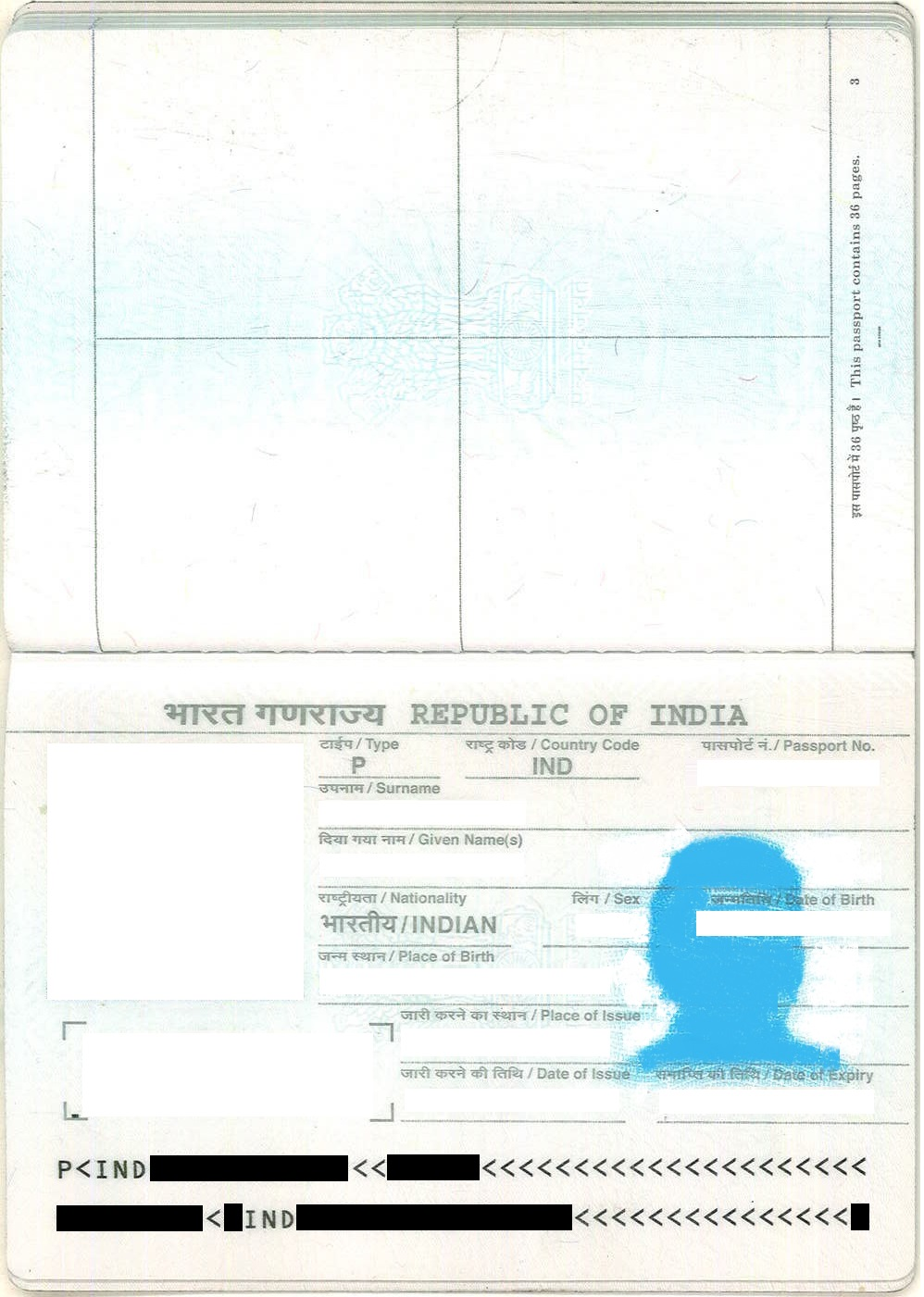
Página de datos biológicos de un pasaporte indio emitido desde 2013.

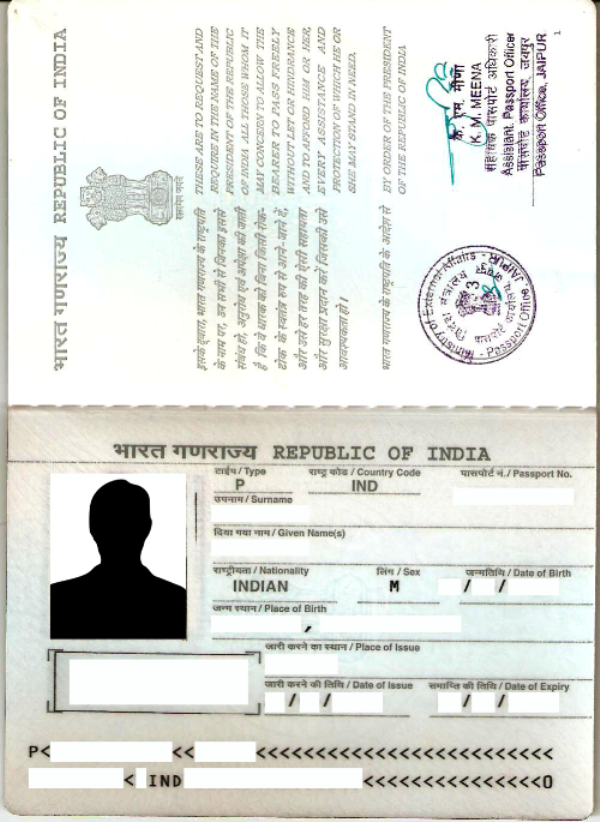
Página de datos biológicos de un pasaporte indio emitido antes de 2013.

- La página de datos biológicos contiene la siguiente información:
  - Tipo: P: significa "Personal". Si es un pasaporte diplomático o de servicio, aparece como "D" o "S".
  - Código: (listado como IND para "India")
  - Nacionalidad: भारतीय / INDIAN
  - Número de pasaporte
  - Apellido
  - Nombres de pila
  - Fecha de nacimiento
  - Sexo
  - Lugar de nacimiento
  - Lugar de emisión
  - Fecha de emisión
  - Fecha de expiración
  - Foto del titular del pasaporte
  - Imagen fantasma del titular del pasaporte (sólo pasaportes emitidos desde 2013)
  - Firma del titular del pasaporte
  - La página de información termina con la zona de lectura mecánica del pasaporte.
- La página demográfica al final de la libreta de pasaporte contiene la siguiente información:
  - Nombre del padre o tutor legal
  - Nombre de la madre
  - Nombre de la esposa
  - Dirección
  - Número del pasaporte antiguo, con fecha y lugar de emisión
  - Número de expediente

## Nota del pasaporte

### Idiomas
El texto del Pasaporte indio está impreso en hindi e inglés, dos de los veintidós idiomas oficiales con los que cuenta la India.

### Características
Desde el 25 de noviembre de 2015, los pasaportes indios escritos a mano o con una fecha de caducidad original de hasta 20 años no son válidos, debido a que no cumplen con los requisitos de la OACI. En los pasaportes indios más recientes, los datos personales del titular del pasaporte se imprimen en la segunda página del documento. Los pasaportes más nuevos no escritos a mano cuentan con una característica de seguridad adicional, que es una imagen fantasma del titular que se encuentra en el lado derecho de la segunda página. Además de impedir que los delincuentes impriman pasaportes falsos, los cambios recientes también ayudan a evitar que el documento se manche debido a las impresoras de inyección de tinta.

## Coste
El precio de un pasaporte estándar en India varía según las siguientes condiciones:
- 1500₹ – Renovación del pasaporte con una validez de 10 años (36 páginas).
- 2000₹ – Renovación del pasaporte con una validez de 10 años (60 páginas).
- 3500₹ – Primera solicitud del pasaporte o renovación con el servicio ('tatkaal') con una validez de 10 años (36 páginas).
- 4000₹ – Primera solicitud del pasaporte o renovación con el servicio ('tatkaal') con una validez de 10 años (60 páginas).
- 1000₹ – Solicitud del pasaporte en menores de 18 años. Cuenta con una validez de 5 años, aunque es menor si se cumplen los 18 años antes.
- 3000₹ – Duplicado del pasaporte en caso de que se haya perdido, dañado o robado (36 páginas).
- 3500₹ – Duplicado del pasaporte en caso de que se haya perdido, dañado o robado(60 páginas).

Los pasaportes indios también se pueden emitir fuera de la India. Las tarifas varían según la sede diplomática en la que se emitan.

## Emisión

### Pasaporte biométrico
La India inició la primera fase del pasaporte biométrico para los titulares de pasaportes diplomáticos. El diseño de los nuevos pasaportes se ha realizado por la Organización Central de Pasaportes, India Security Press y IIT Kanpur. Contiene un chip de seguridad con todos los datos personales, así como imágenes digitales. En la primera fase los nuevos pasaportes cuentan con un chip de 64 KB con una fotografía del titular del pasaporte, mientras que una huella digital se añadirá con posterioridad. El nuevo pasaporte se ha probado en lectores de pasaportes en los Estados Unidos y tiene un tiempo de respuesta de 4 segundos. Es más rápido que el pasaporte estadounidense, ya que tiene un tiempo de respuesta de 10 segundos. Tras pasar por el lector de pasaportes, se generará un código de acceso, el cual permitirá  desbloquear el chip para el acceso del lector.
En la India, el pasaporte electrónico se encuentra aún en la primera fase de implementación, ya que se encuentra restringido a los titulares de pasaportes diplomáticos. El 25 de junio de 2008, la Autoridad de Pasaportes de la India emitió el primer pasaporte biométrico a la entonces presidenta de la India, Pratibha Patil. A partir de 2016, el Gobierno planeó la emisión de pasaportes biométricos a todos sus ciudadanos. Además, el Gobierno ha autorizado a Indian Security Press el lanzamiento de una licitación mundial en tres etapas para la adquisición de elementos electrónicos de seguridad sin contacto, los cuales deben cumplir con las normas de la OACI. Esto es necesario para la fabricación de pasaportes biométricos India Security Press y Nasik iniciaron las adquisiciones necesarias al convocar una licitación global para el suministro de elementos electrónicos sin contacto. Se espera que la transición real al pasaporte biométrico comience una vez que se complete con éxito el proceso de licitación y adquisición. El trabajo del pasaporte biométrico está actualmente en proceso, por lo que aún no está disponible para los titulares de pasaportes ordinarios.
Durante el discurso sobre el presupuesto de la India para 2022, la ministra de Finanzas, Nirmala Sitharaman, anunció la implementación de los pasaportes electrónicos con chip integrado en el año fiscal 2022-23. Contiene microchips que permiten el almacenamiento de importantes datos de seguridad, lo que mejora la comodidad de los ciudadanos en sus viajes al extranjero. El Ministerio de Asuntos Exteriores ha afirmado que el pasaporte digital permitirá una mayor seguridad de los datos personales, así como un proceso de inmigración más fluido.

## Requisitos de pasaporte y visados
Los requisitos de visado para los ciudadanos indios son las restricciones administrativas de entrada impuestas por las autoridades de otros estados a los ciudadanos de la India.

### Poder del pasaporte y viajes sin visado
A fecha de julio de 2023, el Índice de restricciones de Visa coloca al pasaporte indio en la posición 80, por lo que ha subido 5 posiciones respecto al último año. Los ciudadanos indios pueden viajar a 57 países y territorios sin necesidad de visado previo, o con un visado a la llegada. The Passport Index muestra al pasaporte indio en la posición 72 de 96 a nivel general, mientras que está en la posición 70 en cuanto a movilidad a otros destinos. El Viceministro de Asuntos Exteriores V. Muraleedharan, en su respuesta a una pregunta en la Rajya Sabha en noviembre de 2019 indicó que la posición del pasaporte indio en el índice de restricciones de visa mejoraría..

Además, los ciudadanos Indios pueden vivir y trabajar sin necesitar un visado en Nepal, bajo los términos del tratado de amistad indonepalí de 1950.